# 큰중국두더지
큰중국두더지(Euroscaptor grandis)는 두더지과에 속하는 포유류의 일종이다. 중국과 베트남에서 발견된다.